# Marija Petrović
Marija Petrović (n. 18 martie 1994, în Niš) este o handbalistă sârbă care joacă pentru clubul românesc CSM Târgu Jiu pe postul de pivot. Anterior Petrović a evoluat pentru SCM Râmnicu Vâlcea și SCM Gloria Buzău. Petrović este și componentă a echipei naționale a Serbiei. Cu echipa Serbiei, Petrović a participat la Campionatul Mondial din 2015, din Danemarca și la Campionatul European din 2016, din Suedia.

## Palmares
- Liga Națională:
  -  Câștigătoare: 2019

- Cupa României:
  -  Câștigătoare: 2021
  -  Finalistă: 2019
  -  Medalie de bronz: 2020

- Supercupa României
  -  Câștigătoare: 2018, 2021

- Campionatul Macedoniei::
  - Câștigătoare: 2017, 2018

- Cupa Macedoniei::
  -  Câștigătoare: 2017, 2018

- Liga Campionilor EHF:
  -  Finalistă: 2018

- Cupa Cupelor EHF:
  - Sfert-finalistă: 2010
  - Șaisprezecimi: 2016

- Liga Europeană:
  - Turul 3: 2021, 2022, 2023

- Cupa Challenge:
  - Sfert-finalistă: 2015, 2016
  - Șaisprezecimi: 2014

- Universiada:
  -  Medalie de bronz: 2015